# Potaknjenec
Potaknjenec je del rastline, ki se odreže za razmnoževanje. Potaknjenci so stebelni, listni ali koreninski. 

## Stebelni potaknjenci
Stebelni potaknjenci se glede na zrelost stebelnega tkiva delijo v neolesenele, zelene, polzrele in olesenele oziroma zrele. Ker se tkivo med rastno dobo stalno razvija, ni vedno mogoča natančna opredelitev, med kakšne vrste potaknjenca se naj odrezan del rastline razvrsti.
Neoleseneli potaknjenci so odrezani z mladega, nezrelega poganjka med rastno sezono. Ti potaknjenci se režejo spomladi, ko so novi poganjki matične rastline skoraj popolnoma razviti in začenjajo že leseneti. Navadno so to vršički poganjkov (potaknjenec iz vršička ali stebelni potaknjenci − vršički). Razmnoževanje s temi potaknjenci se navadno uporablja pri zelnatih trajnicah, ki jih je težko uspešno deliti, ali pri sortah, ki jih ni mogoče vzgajati iz semena. Za potaknjence se izberejo poganjki, ki nimajo cvetnih popkov. Vršički se odrežejo s škarjami ali ostrim nožem tako, da se steblo prereže tik nad kolencem. Pred potikanjem se stebla skrajšajo in odrežejo tik pod kolencem ter odstranijo listi s spodnje tretjine poganjka. Tako pripravljeni potaknjenci se potaknejo v substrat za potaknjence. Med potaknjenci mora biti toliko prostora, da se listi ne dotikajo. Če potaknjencev ni mogoče takoj potakniti, jih je treba dati v plastično vrečko, da se ne izsušijo. 
Neoleseneli potaknjenci pa so lahko tudi novi, mladi poganjki, ki rastejo iz osnove stebla (osnovni potaknjenci). Osnovnim potaknjencem pravimo tudi potaknjenci iz osnove. Potaknjence iz osnove režemo od zelnatih rastlin, ki spomladi poženejo šope mladih poganjkov. Odreže se jih tik ob zemlji. Izbere se lepo rastoče poganjke, na katerih so se razvili prvi listi. Odrezanega poganjka se mora držati košček lesa. Spodnji listi poganjka se odstranijo in potaknjenec se pomoči v prašek za ukoreninjenje ter potakne v prst. Prst je treba potlačiti in zaliti. Posoda se lahko tudi pokrije s plastično folijo. Potaknjenci ne smejo biti na neposredni sončni svetlobi, ker jih lahko sonce ožge ali pa ovenejo. Odpadle liste je treba pobirati vsak dan in vsak teden potaknjence škropiti s fungicidno (protiglivično) raztopino. 
Zeleni potaknjenci so odrezani del irastline, ki se odrežejo zgodaj poleti ali v pozni pomladi od krepkih in trdnih, ob osnovi že nekoliko olesenelih poganjkov. Z zelenimi potaknjenci se lahko razmnožujejo vsi grmi, ki se lahko razmnožujejo tudi z neolesenelimi potaknjenci. Te potaknjence se reže ali s členki ali s peto. Priprava in potikanje je enako kot pri neolesenelih potaknjencih. Če so potaknjenci daljši od 10 cm, se odstranijo mehki vršički in osmukajo spodnji listi. Ti potaknjenci se nekoliko slabše ukoreninjajo, vendar bolje preživijo kot neoleseneli potaknjenci. 
Polzreli potaknjenci so potaknjenci, ki so še mehki na vršičku in trdni pri osnovi. Z njimi se razmnožujejo zimzeleni in tudi nekateri listopadni grmi. Sredi ali proti koncu poletja se izberejo za potaknjence poganjki tekočega leta, ki so še polzreli. Režejo se lahko s peto ali s členki. S peto so dolgi od 5 do 7 cm, s členki od 10 do 15 cm. Odrežejo se tik pod členkom ali odčesnejo od stebla s koščkom (peto) lubja.  Odstranijo se stranski poganjki, odreže mehek vršiček in odstrani spodnji par listov tik ob veji. Ukoreninjenje potaknjenca se spodbudi tako, da se odreže približno 2,5−4 cm lubja na eni strani osnove. Odrezan del potaknjenca se napraši s praškom za ukoreninjenje ter potaknjenec potakne v substrat za potaknjence. Ko se potaknjenci dobro ukoreninijo, se pazljivo dvignejo iz posode in posadijo posamič. 
Oleseneli potaknjenci so odrezani z dozorelega poganjka tekočega leta z listopadnih ali zimzelenih rastlin ob koncu rastne sezone. Režejo se od sredine jeseni do zgodnje zime. Pri listopadnih grmih se režejo zreli potaknjenci takoj, ko odpadejo listi. Potaknjenci se najbolje ukoreninijo v pripravljeni gredi ali v posodah v hladni gredi. Greda se pripravi že pozno poleti, in sicer tako, da se v prhka tla izkopljejo ravni jarki, ki so 38 cm narazen in 12−15 cm globoki. Za spodbuditev ukoreninjenja se nasuje na dno 2,5−5 cm grobega peska. Potaknjenec, ki je debel kot svinčnik, se odreže tam, kjer se stikata rast prejšnjega in tekočega leta. Poganjke se razreže v 15 cm dolge kose, tako da sta vrhnja rez in rez ob osnovi tik nad brstom ali parom brstov. Vsi listi na spodnjih dveh tretjinah zimzelenih potaknjencev se odstranijo, veliki listi se prirežejo na polovico. Spodnjo stran potaknjenca se napraši s praškom za ukoreninjenje in potakne v posodo ali položi navpično v jarek in jarek zasuje, tako da 2,5-5 cm potaknjenca moli iz zemlje. Na spodnji strani potaknjenca se lahko za boljše ukoreninjenje odstrani tudi delček lubja. 

## Listni potaknjenci
Listni potaknjenci so odrezani listi (s pecljem ali brez) ali deli lista, ki se potaknejo v prst ali v vodo. Nekatere vrste rastlin se z listnimi potaknjenci razmnožujejo tako, da se listi potaknejo v prst ali vodo in tvorijo korenine, pri drugih je treba zarezati listne žile in list ali del lista plosko položiti na prst. Kjer so bile listne žile prerezane, se bodo tvorile nove rastline. S celimi listi se po navadi razmnožujejo rastline, ki imajo mesnate liste. List se odreže od starševske rastline in pecelj potakne v substrat za potaknjence, tako da se listna ploskev dotika substrata. Rastline, ki imajo na listih izrazite žile, se razmnožujejo tako, da se celi listi plosko položijo na zemljo in velike žile v presledkih zarežejo. Zarezane žile se morajo dotikati prsti. Na zarezanih mestih se bodo tvorile nove rastline. Listi se lahko tudi razrežejo na dele in posamezni deli položijo na prst, tako da so žile spodaj. Za oba načina razmnoževanja velja, da se prst navlaži in posoda pokrije ter postavi na svetlo mesto, vendar ne na neposredno sonce.  

## Koreninski potaknjenci
Koreninski potaknjenci so odrezani deli korenine. S koreninskimi potaknjenci se razmnožujejo trajnice, ki imajo debele, mesnate korenine. Ob rezanju koreninskih potaknjencev je treba paziti, da se čim manj poškoduje matična rastlina. Močna in zdrava rastlina se izkoplje iz zemlje, spere se prst s korenin in izberejo se mlade, raščave, čim bolj mesnate korenine. Tako je verjetnost, da se bodo razvile nove močne in zdrave rastline, večja. Mlade korenine se odrežejo blizu zgornjega dela, matična rastlina pa se spet posadi. Koreninski potaknjenec debeline svinčnika in dolžine od 7 do 12 cm ima dovolj hranil za nadaljnji razvoj. Potaknjenec odrežemo zgoraj (bliže steblu) ravno, na spodnjem delu (na koncu korenine) pa poševno. Na zgornjem delu namreč poženejo nadzemni deli in na spodnjem korenine. Potaknjence potaknemo navpično z ravno rezjo navzgor v lonce s substratom za potaknjence, ki naj bo vsaj še za polovico potaknjenca globlji, kot je sam potaknjenec. Zgornji del potaknjenca je tik pod površino. Na vrh se natrese še plast peska. Pred potikanjem se s korenine odrežejo vse tanke koreninice. Potaknjence iz tenkih korenin se položi vodoravno na vlažen, rahlo potlačen substrat, pokrije s substratom in rahlo potlači. Dokler se ne začne ukoreninjenje, se potaknjencev ne zaliva (substat se pred sajenjem navlaži). Ko se pokažejo mladi poganjki ,se lahko mladi poganjki presadijo posamično v običajno prst. Razmnoževanje s koreninskimi potaknjenci je najuspešnejše, če se režejo  pozimi v dobi mirovanja.  

## Vir
- Kraljevo hortikulturno združenje. Enciklopedija vrtnarjenja. Slovenska knjiga. Ljubljana, 1996. ISBN 961-210-029-2